# Abednego Matilu
Abednego Matilu, född den 21 november 1968, är en kenyansk före detta friidrottare som tävlade i kortdistanslöpning.
Matilu deltog vid två världsmästerskap på 400 meter. Bästa resultatet nådde han vid VM 1995 i Göteborg där han slutade på femte plats i sin semifinal. Emellertid räckte inte placeringen till en plats i finalen.
Han ingick i det kenyanska stafettlaget på 4 x 400 meter som överraskande blev silvermedaljörer vid VM 1993 i Stuttgart efter USA.

## Personliga rekord
- 400 meter - 44,97 från 1995